# Аверардо де Медичи
Вижте пояснителната страница за други личности с името Аверардо де Медичи.
Аверàрдо ди Киарѝсимо де Мèдичи (на италиански: Averardo di Chiarissimo de' Medici, * 1320, Флоренция, Флорентинска република; † 1363), наречен също Еверардо де Медичи (Everardo de' Medici), известен като Бичи (Bicci), е флорентински политик и търговец.

## Произход
Син е на политика Салвестро де Медичи, нар. Киарисимо (? – 1346), от клона „Ди Бичи“ на фамилията Медичи, и съпругата му Лиза Донати. Дядо му и баба му по бащина линия са Аверардо ди Аверардо де Медичи, наречен Киарисимо, политик и търговец, и Мандина Аригучи от Фиезоле, а по майчина – Синибалдо Донати и ... Донати. Кръстен е на легендарния рицар Аверард, от когото Медичите твърдят, че произхождат. Той е втори братовчед на Салвестро де Медичи. Има двама братя:
- Джовенко
- Таленто, съпруг на Джована Буонинсени

## Брак и потомство
Жени се два пъти:
∞ 1. за Джована Кавалини дей Буонагуиди, дъщеря на Лото Кавалини дей Буонагуиди, от която няма деца.
∞ 2. за Якопа (Джована) Спини (* 1340), от която има двама сина и една дъщеря:
- Джовани ди Бичи де Медичи (* 1360, † 20 февруари 1429, Флоренция), основател на Банката на Медичите, подест на Пистоя (1407), гонфалониер на правосъдието (1421), приор на Гилдията на банкерите (1402, 1408, 1411); ∞ 1386 във Флоренция за Пикарда Буери (* 2-ра пол. на XIV век, Верона; † 19 април 1433, Флоренция), дъщеря на Едоардо Буери, от древно флорентинско семейство, от която има четирима сина, сред които Козимо Стари и Лоренцо Стари.
- Франческо ди Бичи де Медичи, нар. Стари († 1402), ∞ за 1. Селваджа Джанфиляци, дъщеря на Пиетро Джанфиляци 2. Франческа Балдучи, дъщеря на Лемо Балдучи и Катерина Кортичела, от която има 2 сина и 2 дъщери
- Антония ди Бичи де Медичи, ∞ за Анджело Ардингели